# 赤坂スポーツ公園
赤坂スポーツ公園（あかさかスポーツこうえん）は、岐阜県大垣市にある都市公園（運動公園）である。

## 概要
1993年（平成5年）3月31日開園。
園内には多目的グラウンド、テニスコート、屋内ゲートボール場、児童遊園地（木製複合遊具、ターザンロープなど）がある。
約20種100本の藤が植えられ、全長840m、面積約4,430 m2の藤棚（うづきの里）として整備されており、毎年5月に赤坂東藤まつりが開催される。
園の北東の一画は安八郡神戸町である。

## 運動施設概要

### 多目的グラウンド
全面芝生の広場であり、サッカーコート2面ある。面積は23,317 m2。
2012年（平成24年）に開催されたぎふ清流国体のサッカーの競技会場として使用された。

### テニスコート
砂入り人工芝のコートが4面ある。面積は3,214 m2。

### 屋内ゲートボール場
砂入り人工芝の15 m×20 mが2面ある。面積は1,040 m2。

## 所在地
- 岐阜県大垣市草道島町40-1

## 交通

### 公共交通機関
- 名阪近鉄バス赤坂線「赤坂大橋」バス停より徒歩で約15分。
  - JR東海道本線・樽見鉄道樽見線・養老鉄道養老線 大垣駅（大垣駅前バスのりば）より行き「消防赤坂分署」行きに乗車。
- 養老鉄道養老線 東赤坂駅下車、徒歩で約30分。